# Test - Gioco per conoscersi
Test - Gioco per conoscersi è un programma televisivo andato in onda su Rai Uno per due edizioni: la prima dal 31 marzo al 23 giugno 1983 (13 puntate), la seconda dal 1º dicembre 1983 al 1º aprile 1984 (19 puntate).
La trasmissione andava in onda nella serata che la RAI storicamente dedicava ai telequiz, il giovedì, per fronteggiare il successo di Mike Bongiorno in onda su Canale 5 con Superflash.

## Il programma
Si trattava di un quiz a sfondo psicologico, basato sulla sfida tra venti coppie di concorrenti (una per ciascuna regione italiana) e su due celebrità, ogni puntata diverse, appartenenti al mondo dello spettacolo, della cultura, dello sport, della politica e presenti come ospiti in uno studio televisivo: i primi in assoluto furono Monica Vitti e Giovanni Spadolini.
Ogni puntata aveva un argomento diverso scelto dagli autori, ovvero Ludovico Peregrini, Popi Perani e il Prof. Enzo Spaltro. Nelle intenzioni dei suoi creatori Test voleva essere una fonte di stimoli per gli Italiani a conoscere meglio se stessi, ed in questo senso furono utilizzati come riferimento i sondaggi curati dall'istituto Doxa.
Argomento della prima puntata l'essere una persona ottimista o pessimista.
La conduzione era affidata ad Emilio Fede (per la prima volta in veste inedita, rispetto al suo allora consueto ruolo di mezzobusto televisivo), con la consulenza in studio dello stesso Prof. Spaltro e la partecipazione di Patricia Pilchard, Ramona Dell'Abate e Simona Izzo per i collegamenti esterni. La messa in onda della trasmissione era collocata al giovedì alle ore 20:30 fino al 23 febbraio 1984 compreso. A partire dal 29 febbraio successivo il programma fu spostato al mercoledì fino alla sua conclusione.
Lo show ebbe un notevole successo, contribuendo a lanciare in Italia la moda dei quiz psicologici, e fu un'affermazione personale per Emilio Fede, del quale Test accrebbe la fama come personaggio televisivo.
La terza serie del programma, già progettata per la stagione 1984-85, fu annullata in seguito al coinvolgimento del giornalista nello scandalo delle bische clandestine bergamasche, scoppiato nel maggio del 1984, che determinò la fine del suo rapporto professionale con la RAI, nonostante la sua assoluzione nel processo d'appello del novembre 1987 per insufficienza di prove. Nel 1986 tuttavia una rubrica omonima, dalla struttura molto simile a quella originale, fu inclusa nel programma condotto da Loretta Goggi, Il bello della diretta, con la conduzione di Alessandro Cecchi Paone, e la conferma del professor Enzo Spaltro come consulente in studio. La stessa rubrica omonima poi nel 1988 fu inclusa nel programma condotto da Gigi Proietti e Milva, Di che vizio sei?.
La sigla finale della prima edizione della trasmissione era Lies dei Thompson Twins. Quella della seconda edizione era Quello che ti porta a Rio, cantata da Fred Bongusto.